# Periboeum vicinum
Periboeum vicinum är en skalbaggsart som först beskrevs av Benoit-Philibert Perroud 1855. Periboeum vicinum ingår i släktet Periboeum och familjen långhorningar.
Artens utbredningsområde är Panama. Inga underarter finns listade i Catalogue of Life.